# Jan Šanghajský a Sanfranciský
Svatý Jan Šanghajský a Sanfranciský (4. června 1896 Charkovská gubernie – 2. července 1966 Seattle) byl ruský pravoslavný arcibiskup, který byl znám pro svou neobyčejnou štědrost k potřebným, a neúnavné pastorační aktivity. Je znám také jako divotvůrce. Zemřel jako arcibiskup sanfranciský v pověsti svatosti. Kanonizován byl roku 1994.

## Život

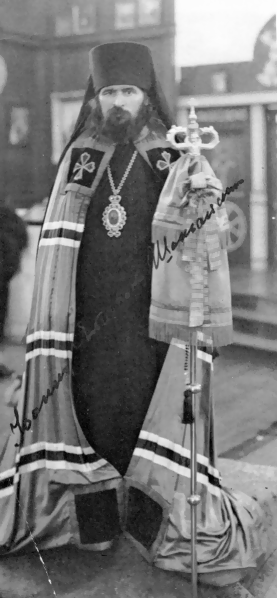
Biskup Jan po svém příjezdu do Šanghaje

Michail Maximovič se narodil v roce 1896 ve vesnici Adamovka v Charkovské gubernii (v roce 2023 Slavjanskij rajón Doněcké oblasti na Ukrajině). Pokřtěn byl na památku archanděla Michaela. Pocházel z rodu Maximovičů, carských dvořanů. Rodiče se jmenovali Boris a Glafira, kteří syna vychovávali křeťansky. Michail se rozhodl pro službu vlasti a chtěl nastoupit vojenskou nebo státní službu. Byl přijat do Petrovského Poltavského Kadetského korpusu, který zakončil v roce 1914. Potom studoval na Právnické fakultě Charkovské carské univerzity, kde promoval v roce 1918.
Revoluční události z let 1917–1918 patrně Michaila dovedly k přesvědčení stát se knězem, rozhodl se proto zasvětit službě Bohu a přijmout mnišství. V době ruské občanské války rodina Maximovičů nejprve odcestovala na Krym. V listopadu roku 1920 členové rodiny odjeli do Konstantinopole, v roce 1921 odjeli i spolu se dvěma (pravděpodobně mladšími) bratry do Království Srbů, Chorvatů a Slovinců. Michail se přihlásil na teologickou fakultu Bělehradské univerzity, přičemž získal peněžní podporu Státní komise pro ruské uprchlíky. Tato studia zakončil roku 1925. Chtěl pomoci rodině, která se ocitla v těžké finanční situaci, a proto přijímal jakoukoli práci, často například prodával noviny.
V roce 1926 přijal Michail mnišské postřižení s mnišským jménem svého předka svatého Jana Tobolského. Postřižení na mnicha vykonal metropolita Antonij (Chrapovickij) v Miljkovském monastýru. Sám vladyka Antonij rukopoložil mladého mnicha Jana na jerodiákona. V témže roce rukopoložil vladyka Gavriil (Čepur), biskup Čeljabinský a Trojický, otce jerodiákona Jana i na jeromonacha. Ode dne svého postřižení otec Jan praktikoval asketický život. Nikdy neuléhal do postele, a když usínal, tak výhradně vsedě, v křesle, anebo na kolenou před ikonami. Většinu času se modlil, jedl pouze jednou za den a sloužil každý den Božskou liturgii. Mnoho času trávil v nemocnicích, kde vyhledával ty, kteří potřebovali potěšit nebo pomoci. S jeho působením mezi nemocnými a chudými jsou spjaty případy bilokace a dalších nadpřirozených jevů, vedoucích u protistrany k okamžité pomoci a k náhlým obrácením se na víru. 
Roku 1934 byl Ruskou zahraniční církví rukopoložen (vysvěcen) na biskupa. Nejdříve působil v Šanghajské eparchii jako vikární biskup šanghajský a poté jako arcibiskup šanghajský a čínský. Od roku 1951 působil jako arcibiskup v západní Evropě se sídlem v Bruselu. Zde aktivně vyhledával údaje o starobylých světcích z dob nerozdělené církve před Velkým schizmatem, na které se na Východě zapomnělo. Věřícím pak o jejich svatých životech kázal. Roku 1962 byl ustanoven arcibiskupem v San Francisku jako arcibiskup sanfranciský a západoamerický. Podílel se na dostavění sanfranciské katedrály zasvěcené ikoně Bohorodice Všech strádajících a zarmoucených radost. V San Franciscu působil až do své smrti roku 1966.

## Kanonizační proces
Posvátným synodem ruské pravoslavné církve v zahraničí byl zapsán mezi pravoslavné světce v roce 1994. Církevní svátek připadá na 19. června (2. července nového stylu).

## Úcta
Svatý Jan je v pravoslavných církvích uctíván jako rychlý přímluvce (patron) v těžkých a obtížně řešitelných situacích. 
V roce 2015 vyšla v češtině kniha Život našeho svatého otce Jana Šanghajského a Sanfranciského, Divotcůrce.

## Patrocinium
Svatému Janu Šanghajskému a Sanfranciskému je po celém světě zasvěceno mnoho chrámů.
V České republice:
- Chrám svatého Jana Šanghajského (Jezdovice)

## Galerie

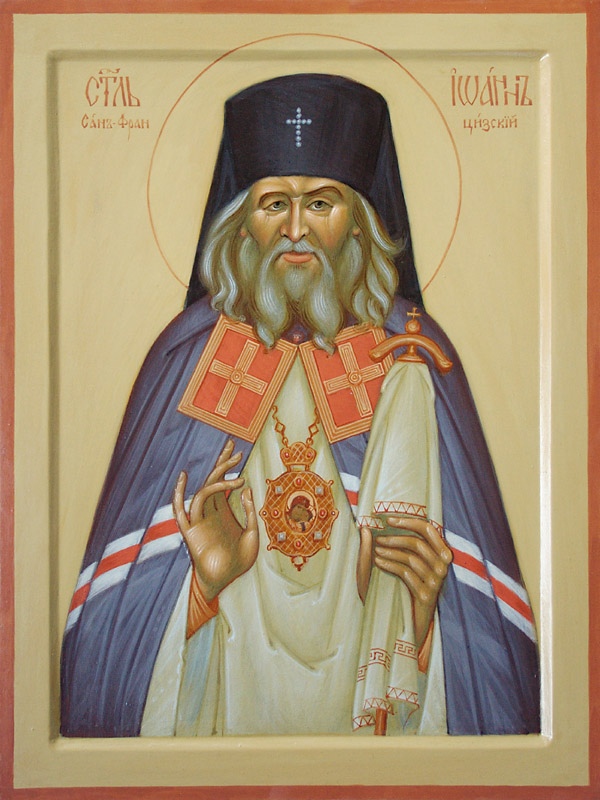
Ikona sv. Jana Šanghajského a Sanfranciského
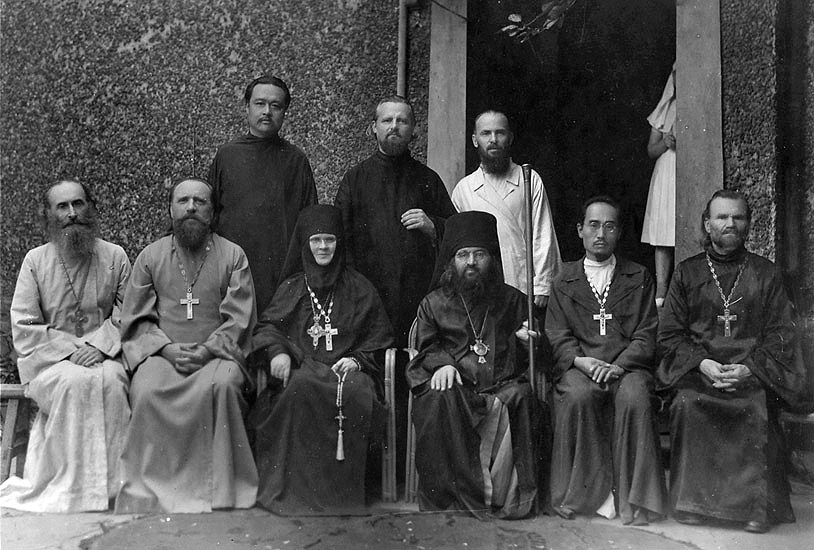
Svatý Jan (uprostřed) a pravoslavné duchovenstvo v Šanghaji (1949)
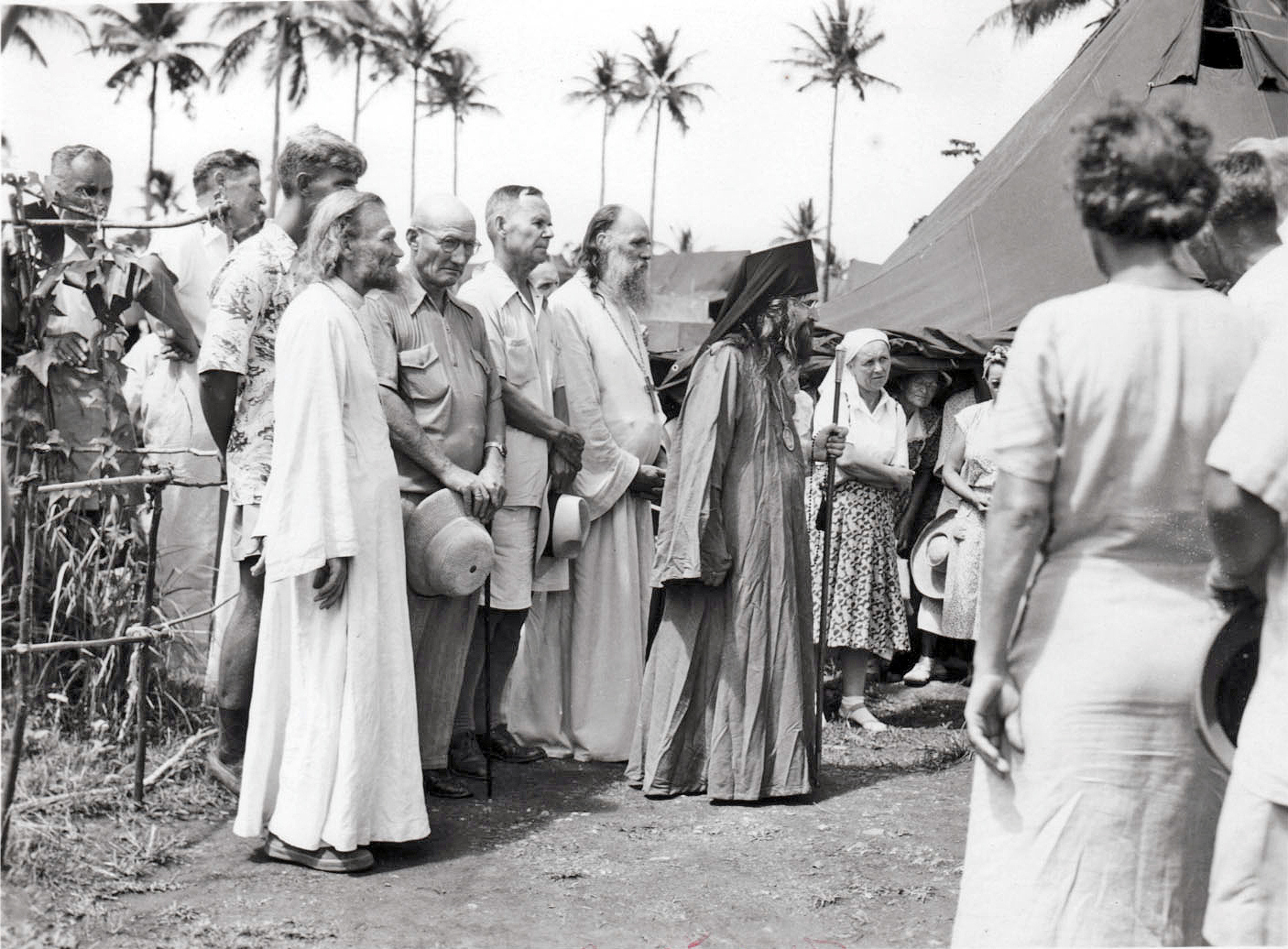
Sv. Jan před stanovým chrámem v táboře na ostrově Tubabao (1949)